# 脫線神探
《脫線神探》（英語：The Naked Gun）是一部2025年美國犯罪動作喜劇片，由艾基瓦·薛佛執導並與丹·格雷戈爾、道格·曼德（Doug Mand）合作編劇。本片為1994年電影《脫線總動員》的傳承續集，亦為《白頭神探》系列的第四部電影，由連恩·尼遜飾演小法蘭克·雷賓中尉（Lt. Frank Drebin Jr.），為前幾部作品主角法蘭克·雷賓（萊斯里·尼爾森飾演）之子；在片中，小法蘭克警探率領著警察小隊，與同事們追隨各自父親的腳步拯救世界。其他主演包括保羅·華特·豪澤、凱文·杜蘭和丹尼·休斯頓。
《脫線神探》在美國由派拉蒙影業發行，2025年8月1日上映。

## 演員
- 連恩·尼遜飾演小法蘭克·雷賓中尉（Lt. Frank Drebin Jr.）
- 潘蜜拉·安德森飾演貝絲（Beth）
- 保羅·華特·豪澤飾演小艾德·霍肯上尉（Capt. Ed Hocken Jr.）
- 凱文·杜蘭飾演西格·古斯塔夫森（Sig Gustafson）
- 丹尼·休斯頓飾演李察·凱恩（Richard Cane）
- 萊莎·寇希飾演巴恩斯警探（Detective Barnes）
- 寇帝·羅茲飾演調酒師
- CCH·龐德（英语：CCH Pounder）飾演戴維斯警長（Chief Davis）
- 巴斯达韵飾演銀行搶匪
- 迈克尔·比斯平飾演他自己
- 艾迪·余（Eddy Yu）飾演派克警探（Detective Park）
- 摩西·瓊斯（Moses Jones）飾演小諾柏（Nordberg Jr.）

## 製作

### 拍攝
本片2024年5月6日在亞特蘭大展開主要拍攝，暫定名為《不文雅法則》（Law of Toughness），並於6月28日殺青。

## 發行
《脫線神探》在美國定檔2025年8月1日上映。原定上映日為2025年7月18日。

## 爭議
2025年4月，大衛·薩克對《脫線神探》工作人員沒有讓自己參與其中表達不滿，於是不打算觀看本片。

## 迴響

### 評價
爛番茄根據249條評論，本片獲得90%的新鮮度。在Metacritic上，本片獲得75分。

## 外部連結
- 互联网电影数据库（IMDb）上《脫線神探》的资料（英文）
- Box Office Mojo上《脫線神探》的资料（英文）
- Metacritic上《脫線神探》的資料（英文）
- AllMovie上《脫線神探》的资料（英文）
- 爛番茄上《脫線神探》的資料（英文）
- 開眼電影網上《脫線神探》的資料（繁體中文）
- 豆瓣电影上《脫線神探》的資料 （简体中文）
- 时光网上《脫線神探》的資料（简体中文）